# Frisée et huppée d'Annaberg
Pour les articles homonymes, voir Annaberg.
La frisée et huppée d'Annaberg est une race de poule domestique saxonne, peu répandue hors d'Allemagne.

## Description
Type de poule commune légère ; port de hauteur moyenne ; élégamment bâtie ; avec plumes frisées et huppe en casque.
Elle pond ~120 œufs par an.

### Origine
Créée dans la région de l'Erzgebirge en Allemagne, à partir de 1957, et sélectionnée à partir de la chabo, de la poule soie, de l'appenzelloise huppée et de la brabançonne, elle a une allure remarquable avec son plumage caractéristique.

### Standardofficiel
- Masse idéale : coq : 1,5 kg ; poule : 1,3 kg.
- Crête : en corne (V).
- Oreillons : blancs.
- Couleur des yeux : orange à brun.
- Couleur de la peau : blanc.
- Couleur des tarses : selon la variété.
- Variétés de plumage : blanc, noir, argenté tacheté noir.
- Œufs à couver : min. 46g, coquille blanche à jaune.
- Diamètre des bagues : Coq : 16mm ; Poule : 14mm.

## Sources
- Le Standard officiel des volailles (Poules, oies, dindons, canards et pintades), édité par la SCAF.